# Al otoño

John Keats, escritor del poema «Al Otoño», uno de los más famosos y aclamados en la literatura inglesa. Retrato hecho por William Hilton.

«Al Otoño» (Traducido de «To Autumn») es un poema escrito por el poeta romántico inglés John Keats (31 de octubre de 1795 – 23 de febrero de 1821). El trabajo fue compuesto el 19 de septiembre de 1819 y publicado en un volumen del poemario de Keats que incluía «Lamia» y «The Eve of Saint Agnes» en 1820. «Al Otoño» es el trabajo final de un grupo de poemas conocidos como «Odas de Keats de 1819». Aunque tenía poco tiempo en 1819 para dedicarse a la poesía debido a problemas personales, para componer «Al Otoño», se inspiró en una caminata que realizó en una tarde otoñal cerca de Winchester. El trabajo marca el final de su carrera poética, que necesitaba para ganar dinero y, debido también, a que ya no podía dedicarse a la forma de vida de un poeta. Un poco más de un año tras la publicación de «Al Otoño», Keats murió en Roma, Italia, el 23 de febrero de 1821, debido a una tuberculosis que contrajo años antes.
El poema está formado por tres estrofas, cada una de las once líneas, que describen los gustos, lugares de intereses y los sonidos del otoño. Gran parte de la tercera estrofa, sin embargo, habla sobre la dicción, el simbolismo y los recursos literarios con connotaciones negativas, puesto que describe tanto el final del día como el del otoño. «Al Otoño» incluye un énfasis en las imágenes del movimiento, el crecimiento y la maduración (carácter mimético). El trabajo es muy a menudo interpretado como una discusión de la muerte, una expresión de sentimiento colonialista, o como una respuesta política a la Masacre de Peterloo. De igual forma, su obra posee una faceta locus amenus debido a que abundan las sinestesias y la actividad humana y animal, la contemplación y el ritmo musical en que es evocada esta estación refuerza la correspondencia con el lugar ideal del arte, aumentando esta. «Al Otoño» ha sido considerado por la crítica como uno de los poemas más perfectos en la literatura inglesa, y es una de las letras poemáticas inglesas más recopiladas.

## Contexto

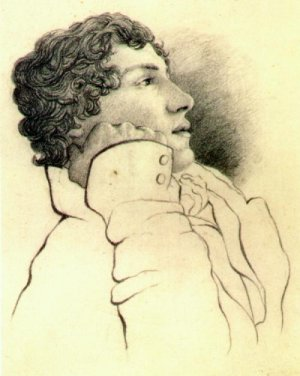
Bosquejo de Keats hecho por Charles Brown en agosto de 1819, un mes antes de que escribiese «Al Otoño».

Durante la primavera de 1819, Keats escribió la mayor parte de sus odas: «Oda a una Urna Griega», «Oda a la Indolencia», «Oda a la Melancolía», «Oda a un Ruiseñor», y «Oda a Psyche». Después del mes de mayo, comenzó a ejercer otras formas de poesía, incluyendo el verso tragedia Otho el Grande en colaboración con su amigo y compañero de piso Charles Brown, la segunda mitad de Lamia, y el regreso a su épica incompleta Hyperion. Desde la primavera hasta el otoño se dedicaba únicamente a la profesión de la poesía; su objetivo principal era escribir más de cincuenta líneas del verso, puesto que anteriormente era escribir poemas cortos o largos. La mayoría de su tiempo libre la dedicó al estudio de obras como Anatomía de la melancolía de Robert Burton para inspirarse y mejorar sus ideas, o como un simple pasatiempo.
A pesar de que Keats se las arregló para escribir muchos poemas en 1819, sufrió un sinfín de problemas financieros durante todo el año. Estos problemas se agravaron con sus preocupaciones sobre su hermano, George, quien, después de emigrar a Estados Unidos, tuvo una gran necesidad de dinero. Keats estaba distraído por sus problemas fiscales y su hermano, pero el 19 de septiembre de 1819 obtuvo el tiempo necesario para escribir «Al Otoño». El poema marca el momento final de su carrera como poeta. Ya no podía permitirse el lujo de dedicar su tiempo a la composición de poemas y comenzó a trabajar en proyectos más lucrativos. Además de sus problemas monetarios, la salud de Keats empeoró y las responsabilidades personales le dificultaron su carrera como poeta.
El 19 de septiembre de 1819, Keats caminaba cerca de Winchester a lo largo del río Itchen. En una carta que escribió dirigida a su amigo Joshua Reynolds, el 21 de septiembre, Keats describe la impresión de la escena que había hecho sobre él y su influencia en la composición de «Al Otoño». «Qué hermosa está la temporada ahora. — Tal como el aire lo es. Un clima áspero alrededor. [...] Los campos verdes nunca me gustaron tanto como ahora [...] La llanura parece cálida de alguna manera — como alguien que pinta de tal forma — Esto me impacto tanto en mis caminatas de domingo que he hecho un escrito de esto». No todo en la mente de Keats era brillante todo el tiempo; puesto que en septiembre abandonó de manera definitiva su poema Hyperion. Por ende, en una carta que escribió a Reynolds, Keats incluyó una nota donde afirmaba que abandonaba su «gran poema». Keats no envió «Al Otoño» a Reynolds, pero incluyó el poema dentro de una carta a Richard Woodhouse, editor y amigo de Keats, y lo dató en el mismo día.
El poema se revisó e incluyó en la colección de poesía de Keats de 1820 titulada Lamia, Isabella, the Eve of St. Agnes, and Other Poems. Aunque los publicadores Taylor y Hessey temían el tipo de malas críticas que habían plagado la edición de Keats de 1818 de Endymion, estaban dispuestos a publicar la colección después de la supresión de cualquier poema que fuera potencialmente controversial para garantizar que no habría comentarios por motivos políticos que puedan dar el volumen de una mala reputación.

## Poema
Season of mists and mellow fruitfulness

Close bosom-friend of the maturing sun

Conspiring with him how to load and bless

With fruit the vines that round the thatch-eaves run;

To bend with apples the moss'd cottage-trees,

And fill all fruit with ripeness to the core;

To swell the gourd, and plump the hazel shells

With a sweet kernel; to set budding more,

And still more, later flowers for the bees,

Until they think warm days will never cease,

For Summer has o'er-brimm'd their clammy cells.

Estación de la bruma y la dulce abundancia, 

gran amiga del sol que todo lo madura, 

tú que con él planeas cómo dar carga y gozo 

de frutos a la vid, bajo el pajizo alero; 

cómo doblar los árboles musgosos de las chozas, 

con peso de manzanas, y sazonar los frutos. 

y henchir la calabaza y rellenar de un dulce 

grano las avellanas: cómo abrir más y más 

flores tardías para las abejas, y en tanto 

crean ya que los cálidos días no acaban nunca, 

pues les colmó el estío sus pegajosas celdas. 

Who hath not seen thee oft amid thy store?

Sometimes whoever seeks abroad may find

Thee sitting careless on a granary floor,

Thy hair soft-lifted by the winnowing wind;

Or on a half-reap'd furrow sound asleep,

Drows'd with the fume of poppies, while thy hook

Spares the next swath and all its twined flowers:

And sometimes like a gleaner thou dost keep

Steady thy laden head across a brook;

Or by a cider-press, with patient look,

Thou watchest the last oozings hours by hours.

¿Quién, entre tu abundancia, no te ha visto a menudo? 

A veces, el que busque fuera, podrá encontrarte 

sentado en un granero, en el suelo, al descuido, 

el pelo suavemente alzado por la brisa 

algo viva; o dormido, en un surco que a medias 

segaron, al aliento de las adormideras, 

mientras tu hoz respeta trigo próximo y flores 

enlazadas. Y a veces, como una espigadora, 

enhiesta la cargada cabeza, un riachuelo 

cruzas; o junto a algún lagar de sidra, velas 

pacientemente el último fluir, horas y horas. 

Where are the songs of Spring? Ay, where are they?

Think not of them, thou hast thy music too,-

While barred clouds bloom the soft-dying day,

And touch the stubble-plains with rosy hue;

Then in a wailful choir the small gnats mourn

Among the river sallows, borne aloft

Or sinking as the light wind lives or dies;

And full-grown lambs loud bleat from hilly bourn;

Hedge-crickets sing; and now with treble soft

The red-breast whistles from a garden-croft;

And gathering swallows twitter in the skies.

¿Dónde están las canciones de primavera? ¡Sí! ¿Dónde? 

Ni pienses más en ellas, pues ya tienes tu música, 

cuando estriadas nubes florecen el suave 

morir del día y tiñen de rosa los rastrojos; 

entonces el doliente coro de los mosquitos 

entre sauces del río se lamenta, elevándose 

o bajando, según el soplar de la brisa; 

y balan los crecidos corderos en los montes; 

canta el grillo en el seto; y ya, con trino blando, 

en el jardín cercado, el petirrojo silba 

y únense golondrinas, gorjeando, en el cielo. 

## Temas
«Al Otoño» describe, en sus tres estrofas, tres diferentes aspectos de la estación, su fertilidad, su trabajo y su declive final. A través de cada una de las estrofas hay una progresión desde el comienzo del otoño hasta los mediados de éste y, posteriormente, el anuncio del invierno. De forma paralela a esto, el poema describe el día: pasando de la mañana a la tarde y, por último, hasta el anochecer. Estas progresiones están unidas a un cambio del sentido del tacto a la de la vista y del oído, creando una simetría de la tercera parte que falta en otras odas de Keats.
A lo largo del poema, el Otoño es personificado como alguien que conspira, que madura la fruta, que cosecha y que hace música. La primera estrofa del poema representa al Otoño involucrado en los procesos naturales, el crecimiento y la maduración final, dos fuerzas en oposición a la naturaleza, pero juntas creando la impresión de que la estación nunca finalizará. En esta estrofa las frutas todavía están madurado y los brotes se siguen dando por el clima cálido. El sentido de la vista hablado por Sperry es sugerido por las imágenes de crecimiento y movimiento suave.

## Estructura
Como muchas de las odas de 1819 de Keats, la estructura del poema es la de una oda inglesa con tres partes bien diferenciadas que corresponden a la división de la oda griega clásica en estrofa, antiestrofa o antodo y epodo. Sin embargo, las estrofas de Keats suman 11 versos en lugar de 10.
En esta oda Keats emplea recursos poéticos que ha perfeccionado en los cinco poemas escritos en la primavera de 1819, pero prescinde del narrador y aborda conceptos más concretos. No hay movimiento dramático en el poema que va cambiando el foco de atención, pero con poca variación en los objetos en que se centra.
Al igual que otras odas, se sirve del pentámetro yámbico con cinco sílabas tónicas (precedidas por otras tantas átonas) por verso; sin embargo, a veces invierte el primer pie del verso con una sílba tónica, como en el primer verso ("Season of mists and mellow fruitfulness").
La rima empieza con la estructura ABAB y luego sigue con CDEDCCE o CDECDDE, siempre con un pareado antes del último verso (CC o DD).